# Elsenheim
Elsenheim ist eine französische Gemeinde mit 802 Einwohnern (Stand 1. Januar 2021) im Département Bas-Rhin in der Region Grand Est (bis 2015 Elsass).

## Geografie
Die Gemeinde Elsenheim liegt in der Oberrheinebene, sieben Kilometer westlich des Rheins und etwa 15 Kilometer nordöstlich von Colmar.

## Geschichte
Anlässlich einer Schenkung an das Kloster Lorsch wurde der Ort im Jahr 780 als „Helisenheim“ im Lorscher Codex erwähnt.

### Bevölkerungsentwicklung

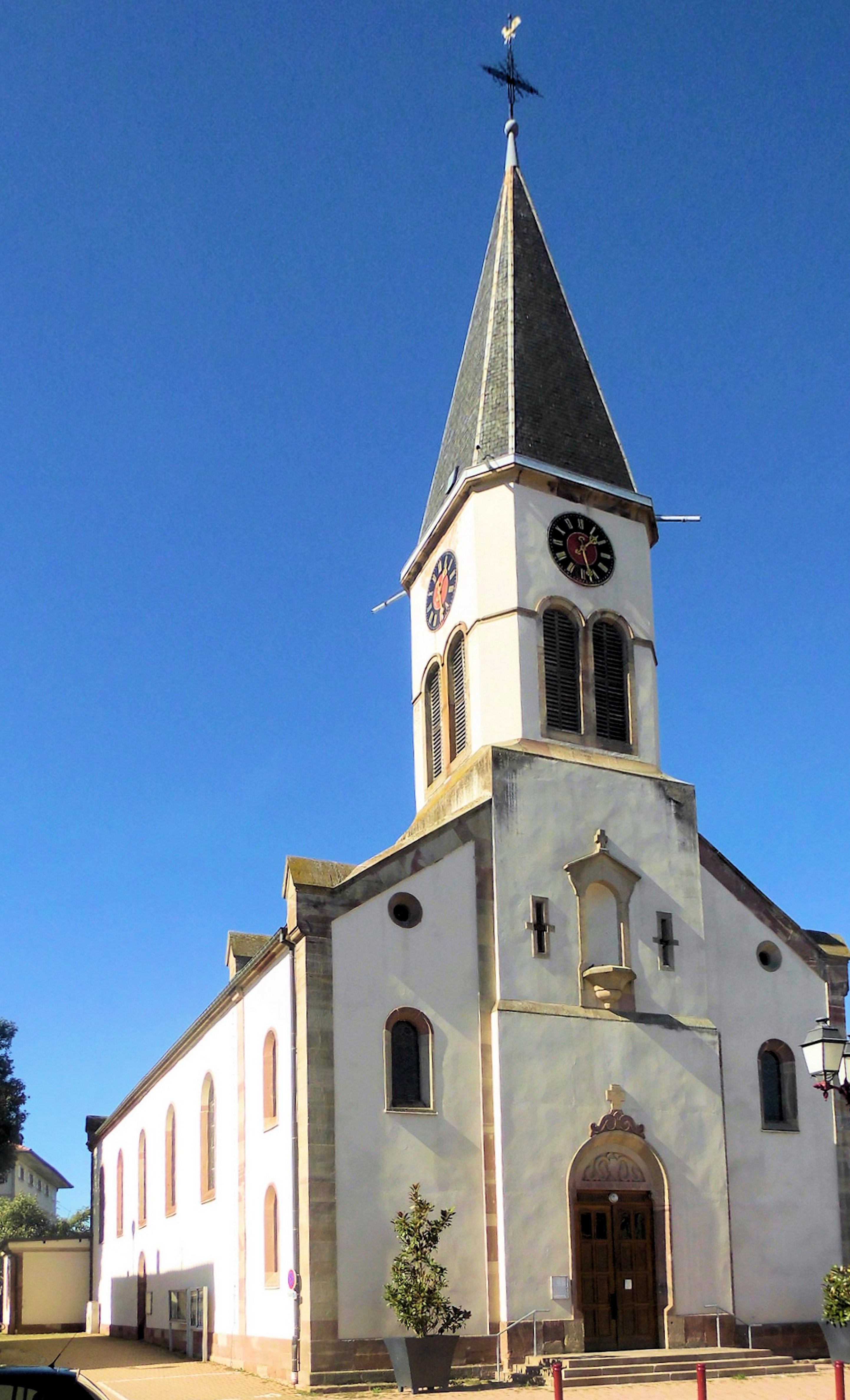
Jakobuskirche

| Jahr                       | 1962 | 1968 | 1975 | 1982 | 1990 | 1999 | 2007 | 2019 |
| Einwohner                  | 587  | 593  | 575  | 572  | 637  | 679  | 796  | 810  |
| Quellen: Cassini und INSEE |      |      |      |      |      |      |      |      |